# Helen Evans
Helen de Lacey Evans (née Carter; Athy, 1833/1834 – St Andrews, 4 oktober 1903) was een Britse feministe en een van de Edinburgh Seven, een groep van vrouwelijke studenten die in maart 1869 geneeskunde ging studeren aan de Universiteit van Edinburgh.

## Biografie
Helen Carter werd geboren in Athy, Ierland in 1833 of 1834 als een van de zeven kinderen van Helen Gray en majoor Henry Carter van het 73rd Regiment Bengal Native Infantry.
In 1854 trouwde ze in Shimla, India met cavalerieofficier Henry John Delacy Evans van het Bengal Horse Artillery Regiment. Samen kregen ze een dochter, Helen, die in 1857 op jonge leeftijd stierf. Ze was weduwe voordat ze zich in 1869 in Edinburgh inschreef.

### Edinburgh Seven
Evans reageerde op een advertentie van Sophia Jex-Blake om zich aan te sluiten bij een groep vrouwen om te kunnen toegelaten te worden aan de Universiteit van Edinburgh. Een aanvraag werd ingediend in de zomer van 1869 namens de groep van aanvankelijk vijf vrouwen (later in het jaar kwamen er nog twee bij om de Edinburgh Seven te vormen). De groep bestond uit Mary Anderson, Emily Bovell, Matilda Chaplin, Helen Evans, Sophia Jex-Blake, Edith Pechey en Isabel Thorne). De groep vroeg om een toelatingsexamen en het recht om alle lessen en examens bij te wonen die nodig waren voor een graad in de geneeskunde. Deze aanvraag werd goedgekeurd door de universiteitsrechtbank en de Universiteit van Edinburgh werd de eerste Britse universiteit die vrouwen toeliet.
De vrouwelijke studenten kregen meer en meer met vijandigheid te maken. Ze ontvingen obscene brieven, werden naar huis gevolgd, er werd vuurwerk aan de voordeur bevestigd en er werd met modder en afval naar hen gegooid. Invloedrijke leden van de medische faculteit overtuigden de universiteit er uiteindelijk van om de vrouwen hun afstuderen te weigeren door in beroep te gaan bij hogere rechtbanken. De rechtbank oordeelde uiteindelijk dat de vrouwen die een diploma hadden behaald nooit aan de cursus hadden mogen deelnemen. Hun diploma's werden ingetrokken en de campagne in Edinburgh mislukte in 1873. Een aantal van de vrouwen gingen naar Europese universiteiten die vrouwen al toestonden af te studeren en voltooiden daar hun studie.

### Latere leven
In november 1871 trouwde ze met Alexander Russel, redacteur van de krant The Scotsman, een groot voorstander van Sophia Jex-Blake en de vrouwelijke medische studenten. Ze was de moeder van feministe en suffragette Helen Archdale (1876-1949). Na haar huwelijk voltooide Evans haar studies niet, maar haar band met Edinburgh bleef bestaan en ze bleef bevriend met Jex-Blake.
Evans was actief in het promoten van de zorg voor vrouwen door vrouwelijke artsen. Ze had ook een grote belangstelling voor onderwijs als een van de eerste vrouwelijke leden van de St Andrews School Board, een functie die ze 15 jaar bekleedde. Daarnaast was ze lid van de raad van St Leonards School for Girls. In juli 1876 stierf haar man plotseling aan een hartinfarct, waardoor ze alleen met drie kinderen achterbleef en niet meer kon gaan studeren.
Toen Sophia Jex-Blake begon met de oprichting van een nieuwe medische school voor vrouwen in Edinburgh, vormde Helen, samen met dr. George Balfour, dr. Agnes McLaren, Mr Miller-White, dr. Heron Watson en Ursula Du Pre, een uitvoerend comité om een geschikte locatie te vinden. In 1900 en 1901 was ze samen met Du Pre vice-president van de commissie van het Edinburgh Hospital and Dispensary for Women and Children, het ziekenhuis in Whitehouse Loan en de apotheek in Torphichen Place. Het ziekenhuis was het enige in Edinburgh dat medische en chirurgische zorg verleende aan vrouwen door vrouwelijke artsen. Het bood privacy, een huiselijke sfeer en zorg aan vrouwen die de kosten van een particulier verpleeghuis niet konden betalen.
Evans overleed op 4 oktober 1903 in St Andrews, Schotland na een chirurgische ingreep. Ze werd begraven op het Dean Cemetery, Edinburgh naast haar echtgenoot Alexander Russell.

## Erkenning
De Edinburgh Seven ontvingen op 6 juli 2019, 150 jaar nadat zij zouden hebben moeten afstuderen, postuum een eredoctoraat van de Universiteit van Edinburgh. De diploma's werden door een huidige groep vrouwelijke studenten van de Edinburgh Medical School in ontvangst genomen. De diploma-uitreiking was de eerste van een reeks evenementen die door de Universiteit van Edinburgh waren gepland om de prestaties en het belang van de Edinburgh Seven te herdenken.